# Тимченко, Иван Артёмович
Иван Артёмович Тимченко (укр. Іван Артемович Тимченко; 3 марта 1939, село Калиновка, ныне Покровского района Днепропетровской области — 12 августа 2020) — украинский правовед, действительный член Национальной академии правовых наук Украины, кандидат юридических наук, заслуженный юрист Украины. С 19 октября 1996 по 18 октября 1999 года занимал должность Председателя Конституционного Суда Украины.

## Биография
Окончил училище механизации сельского хозяйства, сельскохозяйственный техникум. Работал трактористом, механиком колхоза.
В 1967 году окончил юридический факультет Киевского государственного университета. Работал старшим редактором редакции журнала «Советское право».
С 1971 года — аспирант, научный сотрудник, учёный секретарь Института государства и права АН УССР.
В 1990—1991 годах работал помощником Председателя Верховного Совета УССР. С 1991 года возглавлял Юридическую службу (Управление) Администрации Президента Украины.
В сентябре 1996 года Указом Президента Украины назначен судьёй Конституционного Суда Украины.
На специальном пленарном заседании Конституционного Суда Украины был избран Председателем Конституционного Суда Украины. Занимал этот пост с 19 октября 1996 года по 18 октября 1999 года.
После окончания трёхлетнего срока своих полномочий в качестве председателя снова стал рядовым судьёй Конституционного суда Украины; работал в КС до 2004 года.
В 2004—2008 годах — заведующий научной лабораторией, главный научный сотрудник Научно-исследовательского института государственного строительства и местного самоуправления Академии правовых наук Украины.
С 2009 года — главный научный сотрудник отдела научно-правовых экспертиз (ныне — отдела связей с государственными органами и международными организациями Управления планирования и координации правовых исследований аппарата президиума Национальной академии правовых наук Украины (Киев)).
Умер 12 августа 2020 года в возрасте 81 года. Похоронен на Байковом кладбище.

## Учёные степени и звания
- Кандидат юридических наук;
- Академик Национальной академии правовых наук Украины.

## Общественная деятельность
- член Конституционной Ассамблеи Украины.
- был членом Конституционной комиссии Украины (1996),
- принимал участие в разработке проектов Конституции, Закона Украины «О Конституционном Суде Украины» и многих других законодательных актов.
- член редакционной коллегии журнала «Право Украины»;
- внештатный консультант Комитета по вопросам правовой политики Верховной Рады Украины;
- член Конституционной Ассамблеи Украины, член комиссии по вопросам правосудия Ассамблеи.

## Научное наследие
Опубликовал более 80 научных трудов, среди которых:
- «Законотворча діяльність союзних республік у сфері державного управління» (1978),
- «Економічне районування і адміністративно-територіальний поділ союзної республіки» (1983),
- «Конституційні права і обов’язки радянських громадян» (у співавт., 1985),
- «Органи державної влади України» (у співавт., 2002),
- «Правова система України: історія, стан та перспективи: У 5 т. Т. 2» (у співавт., 2008).

## Награды
- Заслуженный юрист Украины;
- Орден князя Ярослава Мудрого III, V и IV степеней (1997[4], 2004[5], 2021 (посмертно)[6]);
- Орден «За заслуги» III степени (2009)[7];
- Гранд-офицер ордена Великого князя Литовского Гядиминаса (4 ноября 1998 года, Литва)[8];
- Почётная грамота Кабинета Министров Украины (2002);
- Почётная грамота Верховной Рады Украины (2003);
- Большой офицерский крест ордена «За заслуги перед Федеративной Республикой Германия» (2006);
- Юбилейная медаль «25 лет независимости Украины» (2016).